# هرشباخ (والمرود)
هرشباخ (به آلمانی: Herschbach) یک شهر  در آلمان است که در وستروالدکرایس واقع شده‌است.